# Tramwaje w Jassach
Tramwaje w Jassach − system komunikacji tramwajowej działający w rumuńskim mieście Jassy. 

## Historia
Tramwaje w Jassach uruchomiono 1 marca 1900. W latach 70. i 80. XX wieku rozbudowano sieć tramwajową do osiedli mieszkaniowych: Canta, Dacia, Dancu oraz do strefy przemysłowej. W 2009 prowadzone były prace modernizacyjne na terenie jednej z dwóch zajezdni. 
Obecnie sieć składa się z 9 linii:
| Linia | Trasa                                       |
| ----- | ------------------------------------------- |
|       | Copou − Podu Roș – Tatărași – Copou         |
|       | Gara – Târgu Cucu – Tătărași – Dancu        |
|       | Dacia – Gara Internaţională – Ţuţora        |
|       | Dacia – Gara – Arcu – Târgu Cucu            |
|       | Canta – Podu Roș – Țuțora                   |
|       | Copou – Tudor Vladimirescu – Ţuţora         |
|       | Copou – Podu Roș – Tehnopolis               |
|       | Dacia – Gara Internaţională – Tătăraşi Nord |
|       | Copou – Tătărași – Podu Roș – Copou         |

## Tabor
W 1970 w Jassach było 128 tramwajów. W 1977 zakupiono pierwsze tramwaje Tatra T4R. W 1981 otrzymano trzy tramwaje Timiș2. W latach 1992−1997 otrzymano tramwaje V2A. W 1997 w mieście było 159 tramwajów. W latach 1998–2004 zakupiono 62 tramwaje GT4 ze Stuttgartu oraz 14 Tatra T4 z Halle. W 2008 do Jassów przybyły cztery tramwaje Be 8/8 z Berna. Latem 2010 przybyło kolejne 10 tramwajów tego typu.
W 2019 roku Ministerstwo Rozwoju Regionalnego i Administracji Publicznej Rumunii ogłosiło przetarg na dostawę 16 tramwajów. W 2020 roku przetarg rozstrzygnięto – wygrała polska Pesa, która miała dostarczyć składy typu Pesa Swing 122NaJ. Inny przetarg – organizowany przez miejscowy Urząd Miasta, na 16 tramwajów – wygrała turecka Bozankaya. Pierwszy tramwaj z Polski – Pesa 122NaJ – został dostarczony 3 sierpnia 2021, zaś pierwszy tramwaj tureckiej firmy Bozankaya dostarczono we wrześniu 2021, 1 kwietnia 2022 miała miejsce uroczysta konferencja podsumowująca zakończone dostawy.
W maju 2023 został ogłoszony przetarg na dostawę 18 tramwajów o długości ok. 22 m. Swoje oferty złożyły Pesa oraz Bozankaya. W listopadzie 2023 poinformowano, że przetarg wygrała Bozankaya. Od wyniku odwołała się Pesa, jednak odwołania polskiej firmy zostały odrzucone. Ostatecznie umowę z firmą Bozankaya na dostawę 18 tramwajów podpisano w kwietniu 2024. 27 maja 2025 dostarczono pierwszy tramwaj z tego zamówienia.
Obecnie w Jassach jest 127 tramwajów:
| typ                | sztuk |
| ------------------ | ----- |
| GT4                | 68    |
| Pesa Swing 122 NaJ | 16    |
| Bozankaya          | 16    |
| ST10               | 4     |
| MAN GT5            | 1     |
| MAN GT8            | 10    |
| Düwag M6D          | 7     |
| Düwag M8C          | 5     |